# Wolfgang Werlé
Wolfgang Werlé er en tysk morder, der myrdede skuespilleren Walter Sedlmayr i 1990.

## Dømt for mord
I maj 1993 blev han og hans halvbror Manfred Lauber dømt til livsvarigt fængsel for mordet på Walter Sedlmayr Sagen fik stor opmærksomhed i sin tid. Werlé sad 15 år i fængsel og blev frigivet på prøve i august 2007

## Sag mod Wikimedia
I oktober 2009 forlangte han at Wikimedia Foundation skulle fjerne hans navn fra omtalen af sagen i den tyske Wikipedia Ifølge Electronic Frontier Foundation har Werlés advokater også forsøgt at forfølge en internetleverandør i Østrig for at publicere hans og hans halvbrors navne 12. november 2009 meldte New York Times at Werlé har anlagt sag mod Wikimedia Foundation i en tysk domstol. Wikimedia Foundation er en amerikansk stiftelse, der opererer under amerikansk ret, og som udgiver leksikonet Wikipedia.